# Doggyguard
Doggyguard is een Belgisch-Franse stripreeks die begonnen is in 1999 met Bob de Groot als schrijver en Michel Rodrigue als tekenaar.

## Albums
Alle albums zijn geschreven door Bob de Groot, getekend door Michel Rodrigue en uitgegeven door Le Lombard.
| Nummer | Titel                      |
| ------ | -------------------------- |
| 1      | Wacht u voor de lijfwacht! |
| 2      | Kopzorgen!                 |
| 3      | Waarom altijd ik?          |